# الحوار (قناة فضائية)
قناة الحوار هي قناة تلفزيونية عربية تبث من العاصمة البريطانية لندن، تبث باقة من البرامج الحوارية والتحليلية، وتناقش المواضيع السياسية والاجتماعية والاقتصادية التي تهم المواطن العربي وكذلك القضايا التي تخص حياة المهاجر والمواطن المسلم في الغرب، وتهدف لإذكاء قيمة الحوار في كل المواضيع.

## أهداف القناة
قناة الحوار هي خدمة إعلامية عربية تسعى للمساهمة في بناء غد أفضل للمجتمعات العربية... تنطلق القناة من أهمية الحوار بين الأفراد والمجتمعات كوسيلة أساسية في التواصل والتفاهم وتكوين جسورا للفهم. وهي صوتٌ للعرب في المهجر وجسر للتواصل بين العرب وبقية الشعوب والثقافات، ومنبرٌ لتعزيز قيم التسامح والديمقراطية واحترام الحريات وحقوق الإنسان.

## رؤية القناة
حسب الوصف الذي تضعه قناة الحوار على صفحتها على فيسبوك فإن، قناة الحوار هي خدمة إعلامية عربية تسعى للمساهمة في بناء غد أفضل للمجتمعات العربية، وهي صوتٌ للعرب في المهجر وجسر للتواصل بين العرب وبقية الشعوب والثقافات، ومنبرٌ لتعزيز قيم التسامح والديمقراطية واحترام الحريات وحقوق الإنسان
وهي وسيلة للتواصل بين الناطقين باللغة العربية في كل مكان، وترفع شعار أن الحوار له أبعاد لا تنتهي، وهو مطلوب بين الأجيال المختلفة، وبين المجتمعات والأفراد والسياسيين والمجتمعات.
الحوار تهتم بالتفاعل بين الجاليات العربية في المهجر من أجل معالجة أفضل لهمومها وللقضايا التي تواجهها في المهجر، وهي وسيلة لدمج الجاليات العربية في مجتمعاتها الجديدة بشكل فاعل وإيجابي يحول دون الذوبان وفقدان الهوية والقيم الأصيلة.
وهي عربية بمعنى أنها موجهة للعرب سواء في العالم العربي أو في المهجر، وهي وسيلة لتلاقي الآراء وتعددها ضمن منهجية تقوم على مراجعة المعروض والمطروح في سبيل معرفة الآخر ضمن التعايش المجتمعي في الوطن العربي.
وهي أداة للتواصل بين العرب ومجتمعاتهم الجديدة للتعريف بما يحملون من قيم حضارية، ولتفعيل دورهم الإيجابي في الحياة العامة وفي أوساط المجتمعات في تلك البلاد، ولخدمة تطلعات الشعوب العربية في بناء علاقات إيجابية مع هذه الدول وشعوبها وإيجاد تفهم أكبر للقضايا العربية.
وهي كذلك منبر للتفاعل بين الجاليات العربية والوطن الأم ... من أجل المساهمة في البناء والإصلاح والتطوير ونقل الخبرات والتجارب الإيجابية والتغيير نحو الأفضل.وهي قناة عربية بمعنى أنها تبث معظم برامجها باللغة العربية.

## البرامج
مراجعات
هو برنامج هو عبارة عن سلسلة حوارات يستضيف فيها الدكتور عزام التميمي نخبة من الزعماء وقادة الفكر السياسي من تيارات مختلفة، وتستعرض حلقات البرنامج مسارات هذه الشخصيات التي أثرت وساهمت في أحداث كبرى شهدها العالم العربي والإسلامي أو كانت شاهدة عليها، وهي بمثابة شهادات للتاريخ تدونها حلقات برنامج مراجعات.
أضواء على الأحداث
برنامج تحليلي يومي لأهم الأحداث العربية والعالمية، يستضيف في فقراته خبراء ومحللين من مختلف مناطق العالم، لإعطاء أبعاد أكثر عمقا للأخبار والتطورات التي يعرفها العالم، ويركز على القضايا التي تهم المواطن العربي بالدرجة الأولى، مع تنوع في المحتوى بين القضايا الاقتصادية والسياسية والاجتماعية.
الرأي الحر
برنامج تفاعلي مدته ساعتان يوميا، يقدم للمشاهد منبرا للتعبير عن رأيه في القضايا ذات الراهنية والتي تهم حياة المواطن العربي، ويمكن للمشاهد الاتصال بالبرنامج وإبداء رأيه في المواضيع المطروحة في البرنامج والتفاعل مع مقدم البرنامج، في احترام تام لحرية التعبير.
حوار لندن
برنامج أسبوعي تفاعلي بين ضيوف البرنامج، يخرج عن نمطية البرامج التقليدية من حيث الشكل، حيث ليس فيه مذيع ولا مقدمات، وإنما يناقش الحاضرون عددا من أهم القضايا التي مرت خلال الأسبوع، بشكل مفتوح وبشكل تفاعلي يجعل النقاش ينتقل بين الضيف والآخر ومن محور لآخر بشكل عفوي ودون تحضير مسبق.

## أحداث
منع القناة من البث في النايل سات
قامت الحكومة المصرية بمنع بث القناة على القمر نايل سات في 1 أبريل 2008 ، أوعزت المنظمات الحقوقية هذا القرار إلى وثيقة «مبادئ تنظيم البث والاستقبال الفضائي في المنطقة العربية» التي اعتمدها وزراء الإعلام العرب خلال اجتماع للجامعة العربية في القاهرة في فبراير 2008.
مصادرة برنامج أبعاد خليجية
في 2 يونيو 2008 قامت السلطات الإماراتية في مطار دبي بمصادرة أشرطة بعض الحلقات المسجلة لبرنامج «أبعاد خليجية» الذي تبثه قناة الحوار مساء يوم الأحد من كل أسبوع. وقد كان من المفترض أن تبث قناة الحوار حلقة حول «الهوية الوطنية في الإمارات» مساء يوم الأحد الموافق 1 يونيو 2008 في الساعة الحادية عشر بتوقيت الإمارات (السابعة مساء حسب توقيت جرينتش)، إلا أن المشاهدون تفاجؤوا بعدم بث الحلقة المنتظرة وتم بث حلقة أخرى عوضا عنها. عمدت السلطات في مطار دبي إلى مصادرة الأشرطة المسجلة للبرنامج السالف الذكر لعدة أيام قبل أن تعيدها للقناة، مما حال دون بث الحلقة في موعدها المحدد.
شارك في حلقات البرنامج الذي تم تسجيله في دبي كل من الناشطة في المجال السياسي والحقوقي الدكتورة ابتسام الكتبي والمحامي عبد الحميد الكميتي، والكاتبة عائشة سلطان والسيد إبراهيم إسماعيل. يذكر أن أيضاً أن دولة الإمارات هي إحدى الدول الموقعة على وثيقة تنظيم البث الفضائي الذي لاقى انتقادات واسعة.

## الدعم القطري للقناة[7]
بثت قناة العربية على موقع يوتيوب بتاريخ ٥ يونيو ٢٠١٧  تقريرا حول الإعلامي الفلسطيني  عزام التميمي وفي هذا التقرير بثت القناة مكالمة صوتية منسوبة إلى أمير قطر السابق حمد آل ثاني وهو يتحدث مع معمر القذافي ويقول " نحنا خلقنا قناة الحوار بلندن ، وندعم قناة الجديد في لبنان. "

## وصلات خارجية
- موقع قناة الحوار
- بث الحوار المباشر على الإنترنت
- مقدمو البرامج في قناة الحوار:
- انقطاع بث الحوار على القمر نايل سات (الجزيرة منتصف اليوم) على يوتيوب، قناة الجزيرة الفضائية